# سوادة (الريف الغربي)
سوادة (بالفارسية: سواده) هي منطقة سكنية تقع في إيران في قسم الريف الغربي الريفي. يقدر عدد سكانها بـ 49 نسمة بحسب إحصاء 2016.